# C/2014 Q2
C/2014 Q2是由澳大利亚天文爱好者特里·洛弗乔伊在2014年8月17日利用20厘米施密特-卡塞格林望远镜发现的长周期彗星。发现时彗星的视星等为15等，位于南天球的船尾座。这是洛弗乔伊发现的第五颗彗星。其蓝绿色辉光主要由双原子碳和挥发出的水共同形成的。

## 历史
2014年12月时，彗星的视星等大约为7.4，可以被双筒望远镜观测到。12月中旬时，彗星可以在漆黑的天空下用肉眼观测。12月18至19日，彗星穿过球状星团M79。2015年1月，它的视星等接近4，是继海爾-博普彗星之后最亮的彗星之一。1月7日，彗星距地球约0.469天文单位；1月9日经过天赤道，彗星在北半球清晰可见。1月30日彗星经过近日点，距离太阳1.29天文单位，此时它每秒会挥发出20吨水。
C/2014 Q2发源于奥尔特云，没有固定的轨道周期。1950年左右彗星进入柯伊伯带前，轨道周期约为11,000年，远日点距太阳995天文单位；2050年左右离开柯伊伯带后，轨道周期约为8,000年，远日点距太阳约800天文单位。
彗星运动时挥发出多种有机化合物，如乙醇和羟乙醛，目前已发现21种。这些分子说明在太阳系的形成与演化早期时，原始外围已存在多种有机小分子。

## 画廊

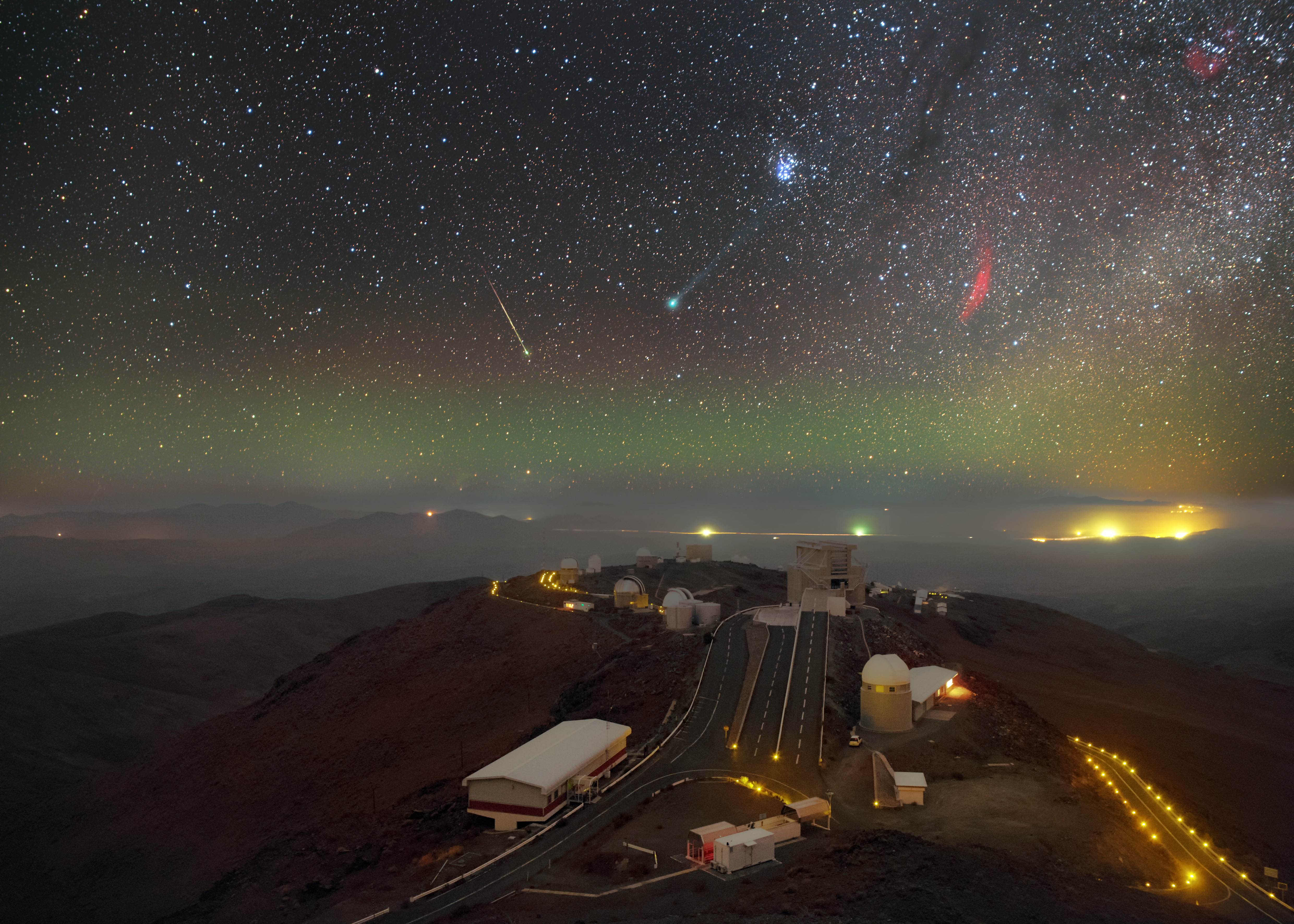
拉西拉天文台观测到的C/2014 Q2
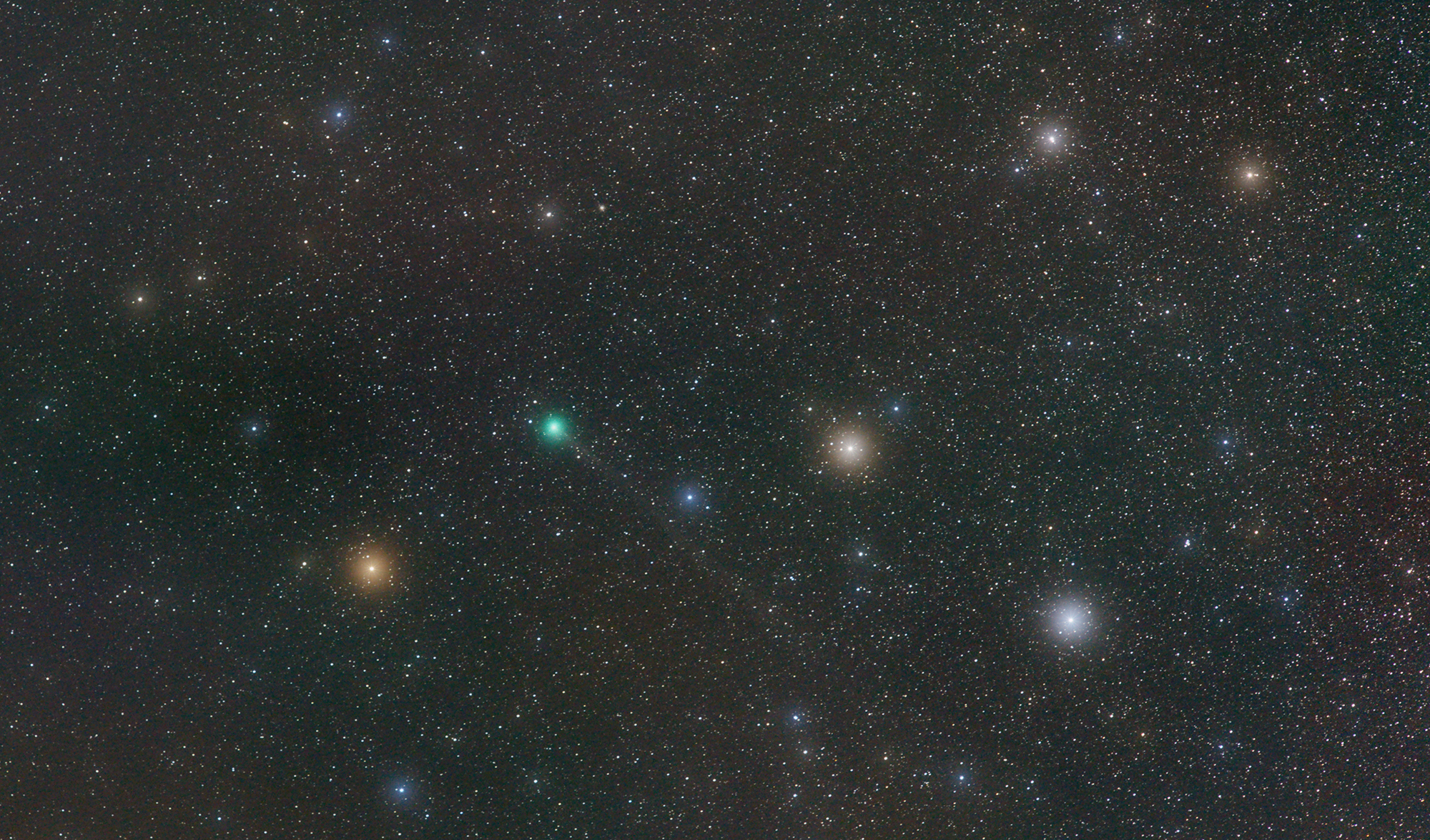
2014年12月29日，C/2014 Q2正在穿过天兔座
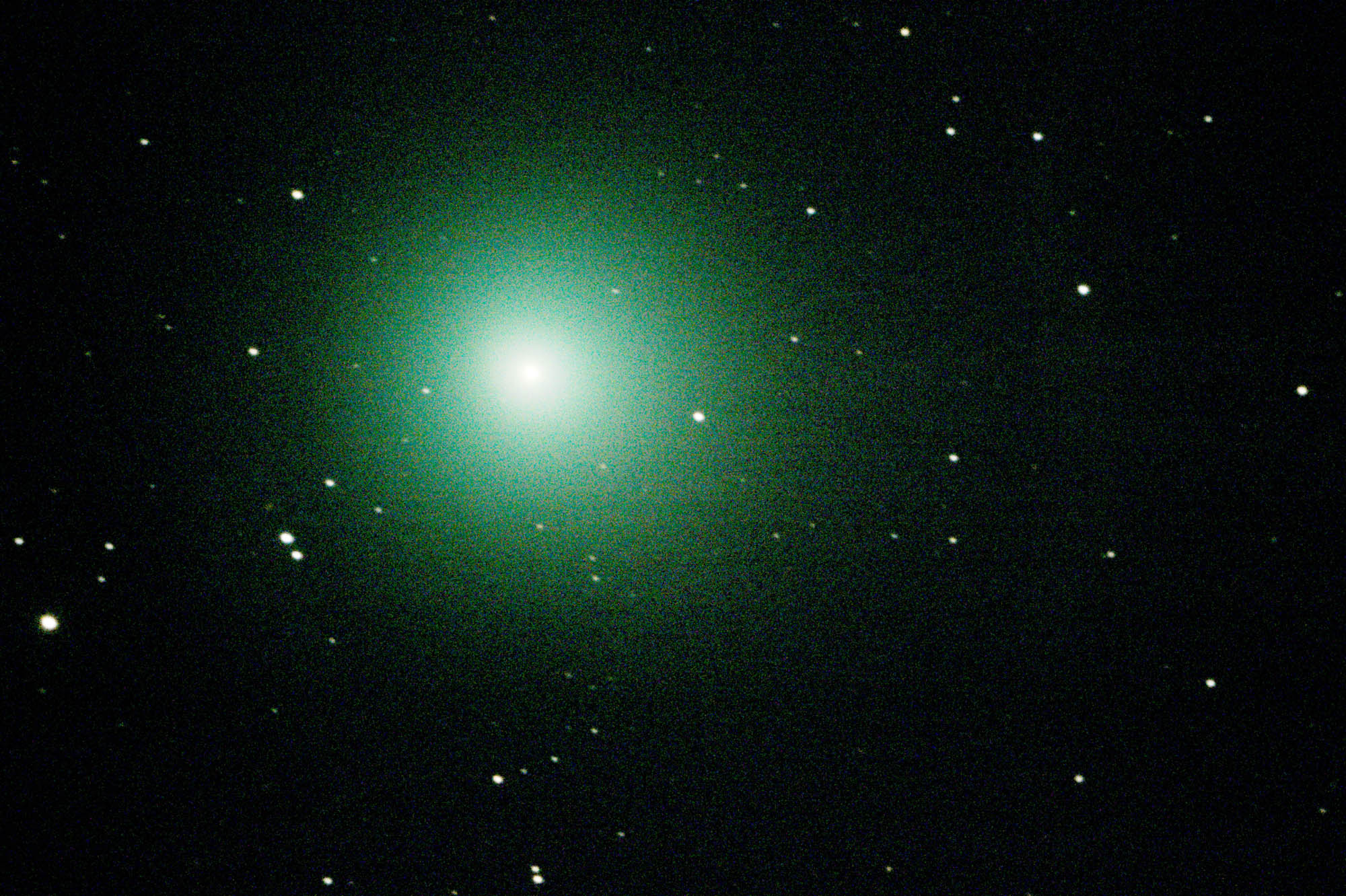
2015年1月17日观测到的C/2014 Q2
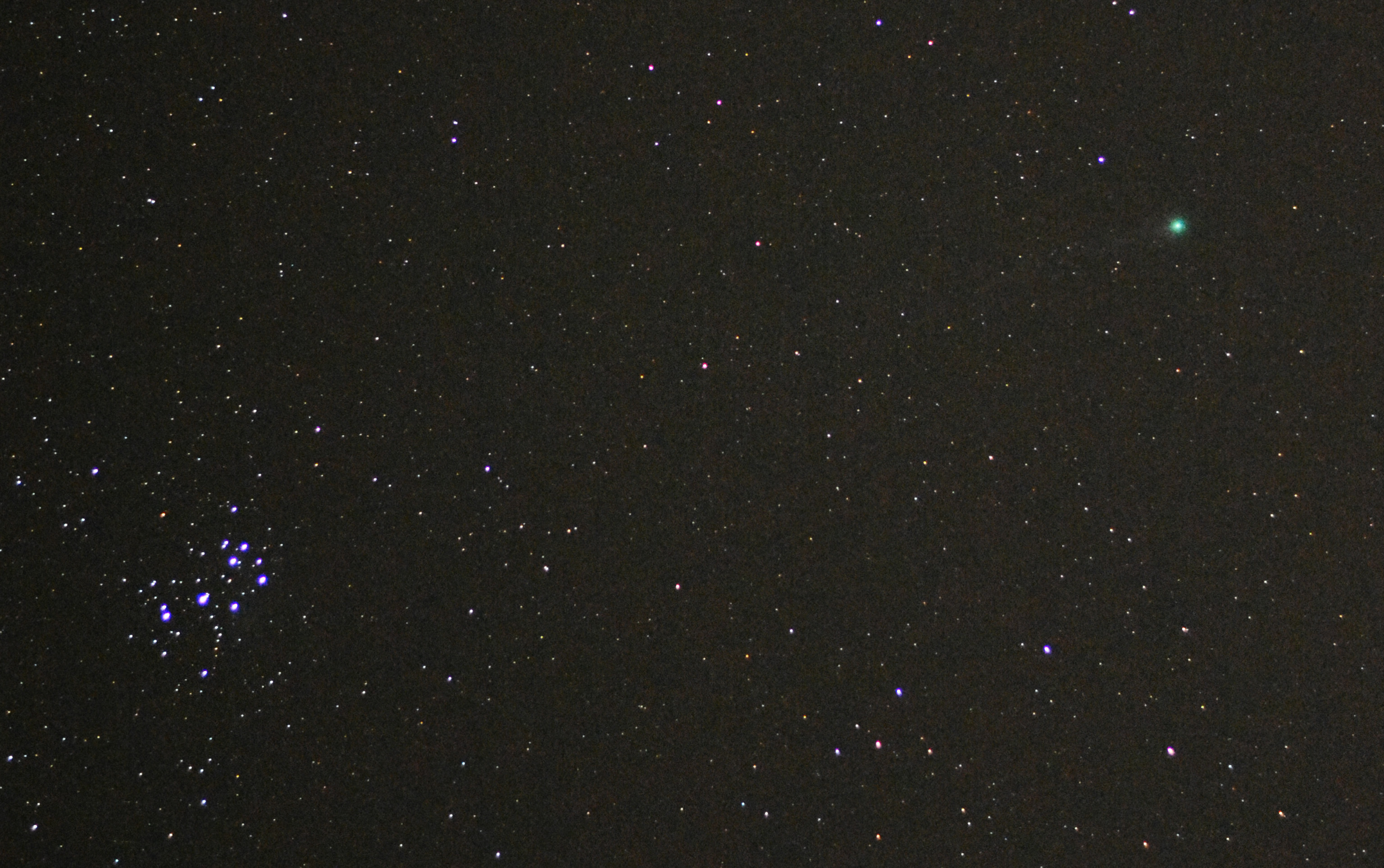
2015年1月19日观测到的C/2014 Q2和昴宿星團
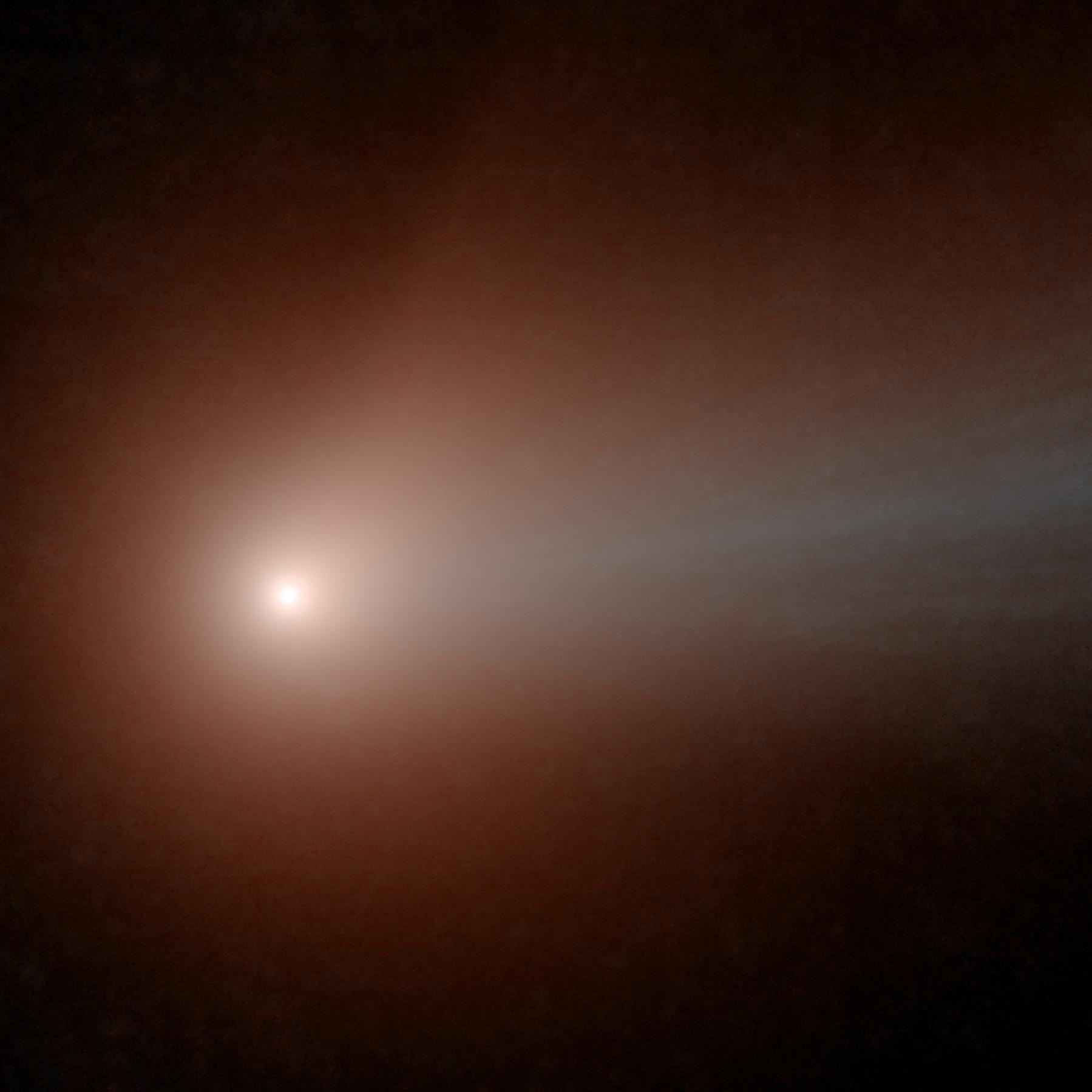
2015年1月30日，NEOWISE观测到的C/2014 Q2